# Bitka pri Alaliji
Bitka pri Alaliji je bila pomorska bitka, ki se je zgodila med letoma 540 in 535 pr. n. št. pred obalo Korzike. V bitki so se  Grki spopadli z Etruščani in Kartažani. Grško ladjevje 60 pentakonter je porazilo nasprotnikovo ladjeve 120 ladij in samo izgubilo skoraj 40 ladij.

## Ozadje
Alalija je bila grška kolonija na vzhodni obali Korzike blizu ustja reke  Tavignano (sedanja Aleria), ustanovljena okoli leta 565 pr. n. št. Priseljenci so bili iz Fokajci z zahodne obale Male Azije. Hiter razcvet kolonije in uspešno piratstvo njenih prebivalcev sta ogrozila tako Etruščane kot Kartažane, tedanje gospodarje Sardinije. Slednji so združili svoji ladjevji in okoli leta 540 pr. n. št. pred Alalijo napadli Grke.

## Bitka
Po Herodotu je 60 grških ladij premagalo mnogo močnejše etruščansko-kartažansko ladjevje 120 ladij. Sami so v bitki utrpeli tako velike izube, da se na Korziki niso mogli obdržati, se pravi da so bili kljub zmagi poraženi. Preživeli Grki so pobegnili v Elejo (sedanji Castellamare di Bruca) na zahodni obali Italije.

## Posledice
Zmaga Etruščanov in Kartažanov je odjeknila po celem Sredozemlju. Če se izvzame zmago faraona Ramzesa III. nad Ljudstvi z morja ob ustju Nila leta 1200 pr. n. št., je bila bitka pri Alaliji prva velika pomorska bitka v zgodovini. Kartažani so po bitki dobili popolno oblast nad Sredozemskim morjem med Sardinijo, Afriko in Iberskim polotokom. Za Etruščane je bila zmaga zadnji velik vojaški uspeh, ker so jih Grki kasneje izrinili iz Tirenskega morja.